# Burg Berenstein

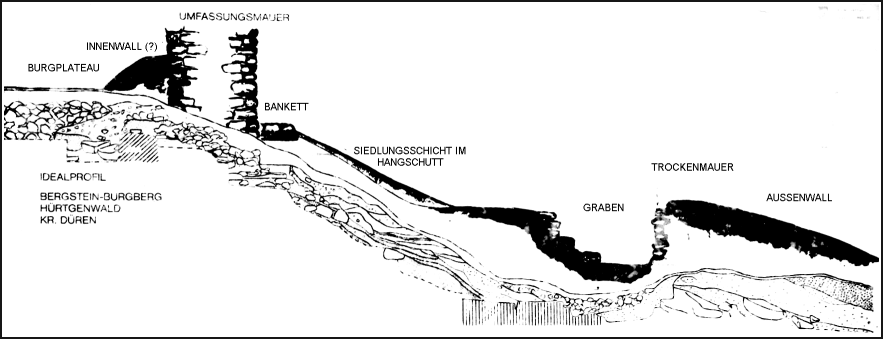
Querschnitt durch Außenmauer und Burggraben

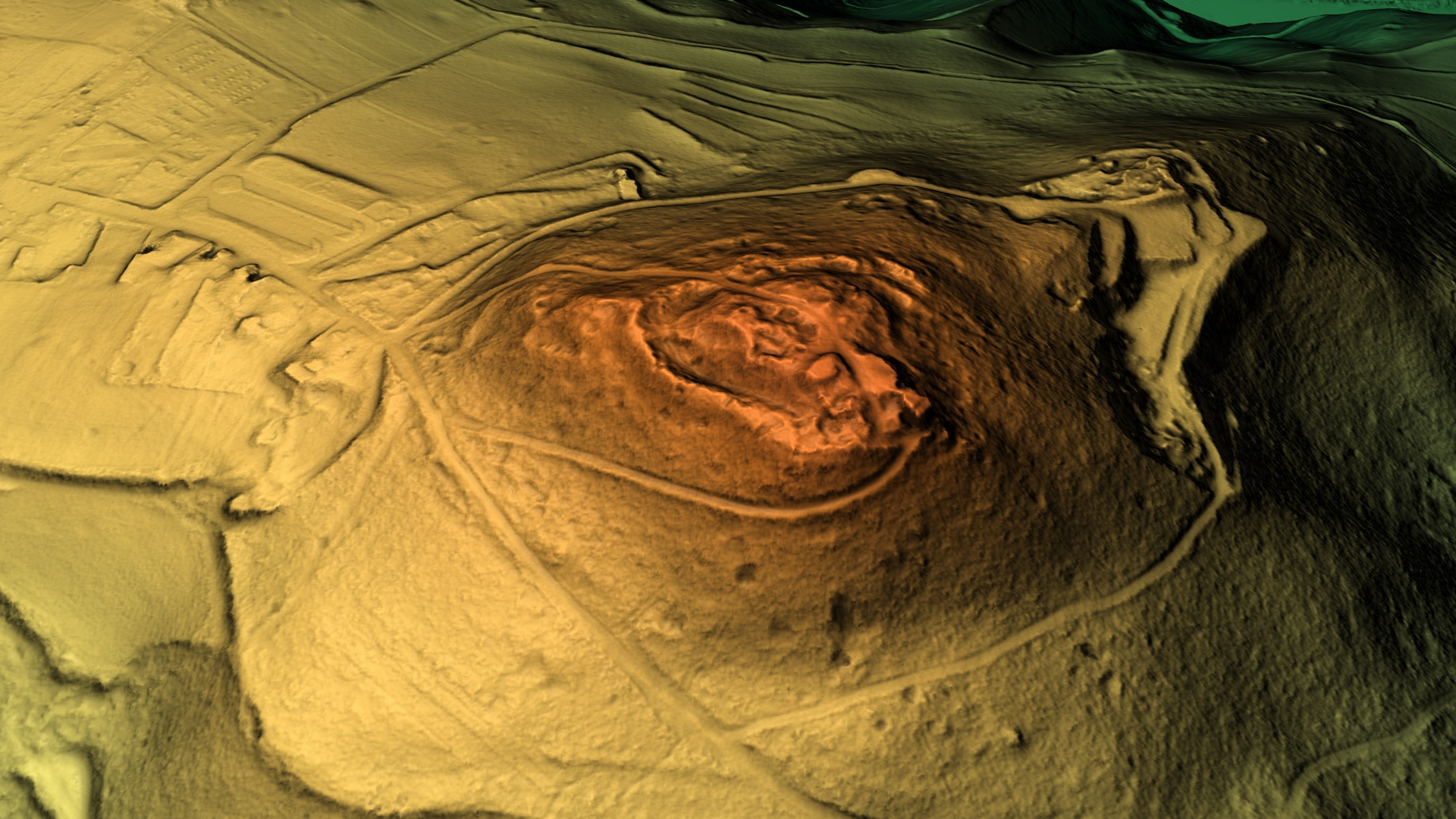
3D-Ansicht des digitalen Geländemodells

Die Burg Berenstein bei Bergstein im nordrhein-westfälischen Kreis Düren ist der Burgstall einer ehemaligen Reichsburg auf dem 400,8 m ü. NHN hohen und in der Eifel liegenden Burgberg, auf dem der Aussichtsturm Krawutschketurm steht.

## Geographische Lage
Die Höhenburg stand in der Rureifel auf dem Bergsteiner Burgberg, der zwischen den Hürtgenwalder Gemeindeteilen Bergstein im Westen und Zerkall im Ostsüdosten oberhalb der bei Zerkall befindlichen Mündung der Kall in die Rur liegt.

## Geschichte
Mitte der 1980er Jahre wurde bei Ausgrabungen nachgewiesen, dass sich auf dem Burgberg im Hochmittelalter mit der Reichsburg Berenstein, die zwischenzeitlich bei Aachen vermutet wurde, eine Burganlage befand.
Nach den archäologischen Gegebenheiten geht man davon aus, dass die Burg unter Kaiser Heinrich IV. zum Schutz des Aachener Reichsgutes gebaut wurde. Sie existierte etwa von 1090 bis 1200. Im Jahr 1171 wurde die Anlage durch Friedrich I. (Barbarossa) eingenommen und die Befestigungsanlage erneuert.
Nachdem die Burg den Erzbischöfen von Köln seit jeher ein Dorn im Auge war, erzwang Erzbischof Adolf am 12. Juli 1198 ihre Übergabe von König Otto IV. am Tage seiner Krönung. Zuvor hatte Walram von Limburg-Monschau die Burg in der Hand, während er vergeblich versuchte, Aachen für Philipp – den Sohn Friedrichs I. – gegen Otto zu verteidigen. Nach der Übergabe an die Kirche wurde eine gründliche Zerstörung vorgenommen.
In der Folge waren die Grafen von Jülich als erzbischöfliche Lehnsleute die Nutznießer, da sie den Burgort Berenstein und sein Umland als Reichslehen erhielten. Im Jahr 1198 konnte Wilhelm II. den im Jahr 1177 begonnenen Bau der Gegenburg Nideggen mit dem Material der Burg Berenstein vollenden. Am Nideggener Burgturm ist die Baufuge zwischen den roten Steinen und den gelblichen Berensteiner Quadern gut zu erkennen. Quader aus dem gleichen Material wurden auch im Bergsteiner Kirchturm verbaut.
1219 wurden die Güter von Berenstein von Wilhelm II. kurz vor dessen Tod auf einem Kreuzzug nach Ägypten an den Deutschen Orden geschenkt. Obwohl sein Sohn 1225 die Schenkung bestätigte, gelangten die Jülicher Grafen wieder in ihren Besitz.
Es existieren zwei in Nideggen gesiegelte Urkunden des Schöffengerichts Berenstein. Spätere Urkunden tragen ein eigenes Siegel der Schöffen von Berenstein.

## Anlage
Die Burg stand auf einem etwa 40 × 60 m großen, ovalen Plateaubereich des Burgbergs. Drei Seiten waren mit einer Kombination aus Ringwall, der als Naturdenkmal ausgewiesen ist, und Burggraben gesichert, während die Ostseite durch natürliche Felsen Schutz bot. Turm und Tor der Anlage werden im östlichen Teil vermutet. Die Umfassungsmauer der Burg war auf Felsplatten aufgesetzt und der unterhalb verlaufende Graben aus den Felsen gebrochen. Die Gesamttiefe von Mauer bis zum vor dem Graben liegenden Wall betrug ungefähr 20 m.